# Diócesis de Tabriz
La diócesis de Tabriz (en latín: Dioecesis Taurisiensis) fue una circunscripción eclesiástica de la Iglesia católica en el Ilkanato, actual Irán. Se trataba de una diócesis latina, sufragánea de la arquidiócesis de Soltaniyeh. Fue suprimida de hecho en el siglo XIV y continuó como diócesis titular hasta el último cuarto del siglo XV.

## Territorio y organización
La diócesis extendía su jurisdicción sobre los fieles católicos de rito latino residentes en parte del Ilkanato.
La sede de la diócesis se encontraba en la ciudad de Tabriz, en la actual provincia de Azerbaiyán Oriental.

## Historia
Desde la primera mitad del siglo XIII la Santa Sede, gracias a la mediación de franciscanos y dominicos, después de largos siglos recuperó el contacto con el Oriente cristiano. En 1265 se fundó un convento de dominicos en Cilicia (Anatolia). Anteriormente, el papa Gregorio IX (1227-1241) había enviado a ocho padres dominicos a Georgia, seguidos de intercambios de cortesía entre el papado y los gobernantes georgianos.
Las misiones latinas en estas tierras fueron favorecidas por los kanes mongoles, que dominaron todo el Medio Oriente desde Anatolia hasta Persia (Ilkanato), y por su tradicional tolerancia hacia la religión cristiana.
En este contexto, mediante la bula Redemptor noster de 1 de abril de 1318, el papa Juan XXII erigió la arquidiócesis de Soltaniyeh (correspondiente a la ciudad de Soltaniyeh en el norte del actual Irán) la capital de Ilkanate. Con esta bula, el papa creó una segunda provincia eclesiástica en el vasto Imperio mongol, después de la de Janbalic (la "ciudad del kan", la futura Pekín, erigida en 1307), de la que hasta ese momento dependían todas las diócesis latinas erigidas en esos años en Asia. El dominico Francesco da Perugia fue designado como primer arzobispo, a quien el papa flanqueó con seis obispos sufragáneos, todos dominicos. Entre ellos se encontraba Bartolomeo Abbagliati, obispo de Tabriz (o Tauris). Esta ciudad fue la sede de una antigua diócesis de la Iglesia ortodoxa siriana. En una carta fechada el 7 de abril de 1288, el papa Nicolás IV felicitó al obispo jacobita Zacharias quien, junto con otros dos obispos, se había adherido a la fe católica. Sin embargo, estas adherencias fueron pocas.
El obispo Guglielmo de Cigiis entró en conflicto con los franciscanos de los conventos de la diócesis, que se habían adherido manifiestamente a las doctrinas de los espirituales y llegaron a negarse a reconocer la autoridad de Guglielmo.
Es de suponer que la diócesis de Tabriz, como las demás erigidas simultáneamente por Juan XXII en el Cáucaso, fue arrasada por las incursiones y la destrucción de Tamerlán a finales del siglo XIV. Los obispos se vieron obligados a dejar sus sedes. La diócesis continuó existiendo solo formalmente. Los obispos fueron considerados in partibus infidelium ("en las tierras de los no creyentes").
La sede titular desapareció en el siglo XV.

## Episcopologio

### Obispos residentes
- Bartolomeo (Abbagliati ?), O.P. † (1318-? falleció)
- Guglielmo de Ciggiis o de Zigiis, O.P. † (21 de agosto de 1329-?)
- Francesco Cinquini di Pisa † (1335-1348 falleció)
- Rostaing Clapier, O.P. † (1349-? falleció)
- Jean de Rouen, O.P. † (7 de abril de 1374- 9 de marzo de 1377 nombrado obispo de Caffa)[nota 1]

### Obispos titulares
- Enrico di Wacoldeyn, O.F.M. † (6 de junio de 1390-?)
- Giovanni, O.P. † (1400-?)
- Giovanni Franqueloy, O.P. † (circa 1405-?)
- Francesco Cinquino Pisano, O.P. † (circa 1450-?)
- Raimondo, O.P. † (24 de julio de 1476-?)